# Sarah Mather
Sarah Mather (Brooklyn, Nova York, 1796 - íd. 21 de juny de 1868) va ser una inventora estatunidenca, recordada per haver patentat el disseny del telescopi submarí, el primer periscopi, el 1845.

## Biografia
Va néixer a Nova York el 1796 com a Sarah Porter Stima. Tot i que no se'n sap gaire, es creu que es va casar amb Harlow Mather el 1819 i que van tenir un fill a Brooklyn, Nova York, on va viure la seva família durant la resta de la vida, i on es produí el seu invent, el telescopi submarí o periscopi. Més tard, va millorar-ne el disseny per donar-hi un enfocament més modern.

## Invenció del telescopi submarí
Per mitjà del procés de design thinking, va treballar per crear un objecte per examinar el que hi ha sota la superfície de l'aigua del mar, per exemple el casc dels vaixells i qualssevol objectes submergits.
Aquest aparell patentat per Sarah Mather a l'abril de 1845 consistia en una làmpada de trementina en un globus de vidre que s'enfonsava a l'aigua. El dispositiu permetia examinar des de la coberta el casc del vaixell i altres detalls o objectes submergits. “La naturalesa de la meva invenció consisteix en la construcció d'un tub amb un llum unit a un extrem del mateix que pot ser enfonsat a l'aigua per il·luminar objectes, i un telescopi per veure'ls i inspeccionar-los sota l'aigua…” Ella mateixa hi suposava aquestes prestacions: “...per a l'examen dels cascos dels vaixells, per examinar o descobrir els objectes sota l'aigua, per a la pesca, la voladura de roques per aclarir els canals i altres usos”. El juliol de 1864 introduïa a la seva invenció anterior una "millora dels telescopis submarins", la patent dels EUA núm. 43.465. La seva innovació va ser clau a la Guerra Civil dels Estats Units, ja que va permetre detectar naufragis, ajudar el nord a descobrir els moviments marins dels confederats i també participar en missions de recerca de vaixells desapareguts.

## Impacte de l'invent de Sarah Mather
Actualment hi ha múltiples usos per a l'aparell que inventà Sarah Mather. Els telescopis submarins es continuen utilitzant en missions de recerca i rescat d'embarcacions i avions que aterren al mar. També es fan servir en missions de descoberta de naufragis de la història i han revelat moltes restes històriques del passat. I s'ha aplicat també a la investigació marítima i el desenvolupament de la indústria naval. Igualment, s'utilitzen en l'àmbit militar pel fet de ser capaços d'anticipar el moviment de submarins, míssils i altres amenaces potencials. Actualment, els conceptes del telescopi submarí s'estan aplicant en medicina. Part de la tecnologia endoscòpica dels telescopis submarins moderns s'ha utilitzat en hologrames, que serveixen com a representació visual del patró d'interferència.